# 尹倫
尹倫（1477年—1536年），字天敘，號廬舟，河南汝州人，民籍，明朝政治人物。

## 生平
正德八年（1513年）癸酉科河南鄉試第五名舉人。正德十六年（1521年）中式辛巳科會試第三百二十五名，登第三甲第一百一十九名進士。官榆次县知县，升山西遼州知州，卒祀乡贤祠。

## 家族
曾祖尹剛；祖父尹貴；父尹衡，曾任典史。母溫氏。永感下。兄尹福、尹海、尹惠、尹榮。